# LEN European Cup 1964-1965

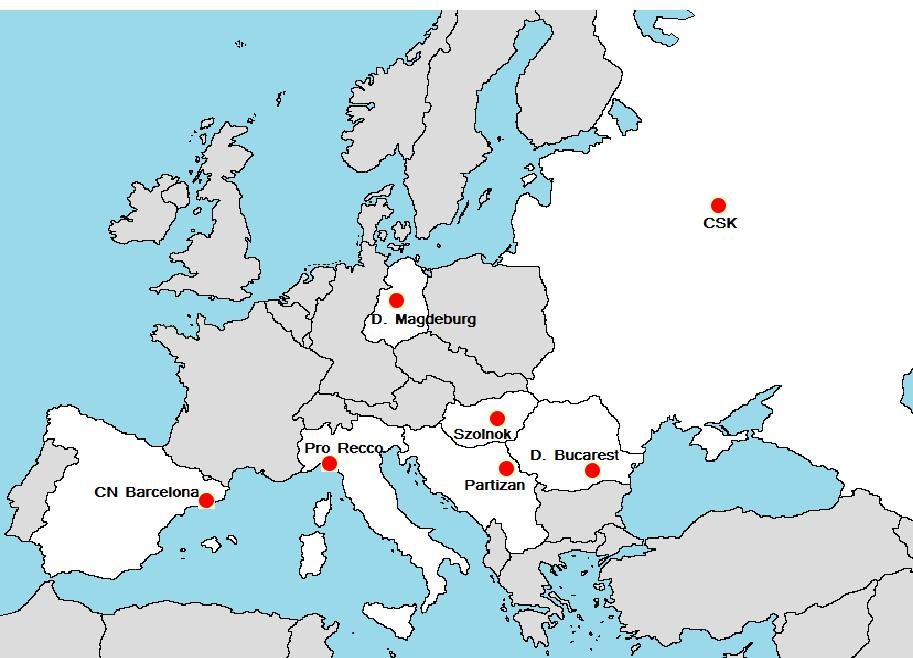
Distribuzione geografica delle squadre

La LEN European Cup 1964-1965 è stata la seconda edizione del massimo trofeo continentale di pallanuoto per squadre di club.
La fase finale del torneo è stata disputata da otto squadre divise in due gironi di semifinale; le prime due di ciascun girone hanno avuto accesso al girone finale per l'assegnazione del titolo, le cui partite si sono giocate a Milano.
I campioni d'Italia della Pro Recco hanno conquistato il titolo chiudendo davanti ai campioni uscenti del Partizan.

## Gironi di semifinale

### Gironi
| Gruppo A            |
| sede: Magdeburgo    |
| - CVSK VMF Mosca    |
| - Dinamo Bucarest   |
| - Dinamo Magdeburgo |
| - Szolnok           |

| Gruppo B         |
| sede: Genova     |
| - Barcellona     |
| - Partizan       |
| - Pro Recco      |
| - Rote Erde Hamm |

#### Gruppo A
|    | Semifinali 1964-1965 | Pti | G | V | N | P | GF | GS | DR |
| -- | -------------------- | --- | - | - | - | - | -- | -- | -- |
| 1. | CVSK VMF Mosca       | 5   | 3 | 2 | 1 | 0 | 13 | 7  | +5 |
| 2. | Dinamo Magdeburgo    | 5   | 3 | 2 | 1 | 0 | 15 | 10 | +5 |
| 3. | Dinamo Bucarest      | 2   | 3 | 1 | 0 | 2 | 10 | 13 | -3 |
| 4. | Szolnok              | 0   | 3 | 0 | 0 | 3 | 7  | 15 | -8 |

|  | CVSK     | 4-4 | Magdeburgo |
|  | Bucarest | 5-3 | Szolnok    |

|  | CVSK       | 4-1 | Bucarest |
|  | Magdeburgo | 5-2 | Szolnok  |

|  | CVSK       | 5-2 | Szolnok  |
|  | Magdeburgo | 6-4 | Bucarest |

#### Gruppo B
|    | Semifinali 1964-1965 | Pti | G | V | N | P | GF | GS | DR  |
| -- | -------------------- | --- | - | - | - | - | -- | -- | --- |
| 1. | Partizan             | 4   | 2 | 2 | 0 | 0 | 12 | 2  | +10 |
| 2. | Pro Recco            | 2   | 2 | 1 | 0 | 1 | 6  | 5  | +1  |
| 3. | Barcellona           | 0   | 2 | 0 | 0 | 2 | 2  | 13 | -11 |
| .  | Rote Erde Hamm       | rit | - | - | - | - | -  | -  | -   |

|  | Partizan | 8-1 | Barcellona |

|  | Pro Recco | 5-1 | Barcellona |

|  | Partizan | 4-1 | Pro Recco |

## Girone finale
|  |    | Finali 1964-1965  | Pti | G | V | N | P | GF | GS | DR |
|  | -- | ----------------- | --- | - | - | - | - | -- | -- | -- |
|  | 1. | Pro Recco         | 6   | 3 | 3 | 0 | 0 | 11 | 8  | +3 |
|  | 2. | Partizan          | 4   | 3 | 2 | 0 | 1 | 10 | 5  | +5 |
|  | 3. | Dinamo Magdeburgo | 1   | 3 | 0 | 1 | 2 | 10 | 13 | -3 |
|  | 4. | CVSK VMF Mosca    | 1   | 3 | 0 | 1 | 2 | 10 | 15 | -5 |

|  | Pro Recco | 5-4 | CVSK       |
|  | Partizan  | 4-2 | Magdeburgo |

|  | Pro Recco | 5-4 | Magdeburgo |
|  | Partizan  | 6-2 | CVSK       |

|  | Pro Recco  | 1-0 | Partizan |
|  | Magdeburgo | 4-4 | CVSK     |

### Campioni
- Pro Recco Campione d'Europa:

Eugenio Merello, Enrico Guidotti, Mario Cevasco, Giancarlo Guerrini, Angelo Maraschi, Franco Lavoratori, Eraldo Pizzo, Mittini, Marchisio, Gianguerrino Giraldi, Pizzorno.

## Fonti
- (EN)  LEN, The Dalekovod Final Four - Book of Champions 2011, 2011 (versione digitale)
- (IT) 1965, Pro Recco Campione d'Europa - Wpdworld